# Liste der Bildungseinrichtungen im Landkreis Freudenstadt

Bildungsorte und Lernwelten in Deutschland

Wappen des Landkreises Freudenstadt

In der Liste der Bildungseinrichtungen im Landkreis Freudenstadt sind Bildungseinrichtungen, in Trägerschaft des Landkreises Freudenstadt in Baden-Württemberg aufgeführt. Die Schulaufsicht für die öffentlichen Schulen im Landkreis Freudenstadt liegt im Bereich der Gymnasien und beruflichen Schulen beim Regierungspräsidium Karlsruhe, für die Grund-, Werkreal- und Realschulen, die Sonderpädagogischen Bildungs- und Beratungszentren (SBBZ) und die Gemeinschaftsschulen ist das Staatliche Schulamt Rastatt zuständig.
Die Liste erhebt keinen Anspruch auf Vollständigkeit.

## Hochschulen
- Campus Schwarzwald, Freudenstadt, Herzog-Eberhard-Straße 56 (⊙)
- Duale Hochschule Baden-Württemberg Stuttgart - Campus Horb, Horb am Neckar, Florianstraße 15 (⊙)
- Steinbeis Business Academy, Freudenstadt, Lauterbadstraße 5 (⊙)

## Medienzentren und Seminar
Im Landkreis Freudenstadt gibt es mehrere Medienzentren:
- Kreismedienzentrum Freudenstadt, Freudenstadt, Landhausstraße 4 (⊙)
- Evangelische Medienstelle Freudenstadt, Freudenstadt, Justinus-Kerner-Straße 10 (⊙)

Im Landkreis gibt es ein Seminar für Ausbildung und Fortbildung der Lehrkräfte:
- Seminar für Ausbildung und Fortbildung der Lehrkräfte Freudenstadt (Grundschule), Carl-Benz-Straße 5 (⊙)

## Öffentliche Schulen

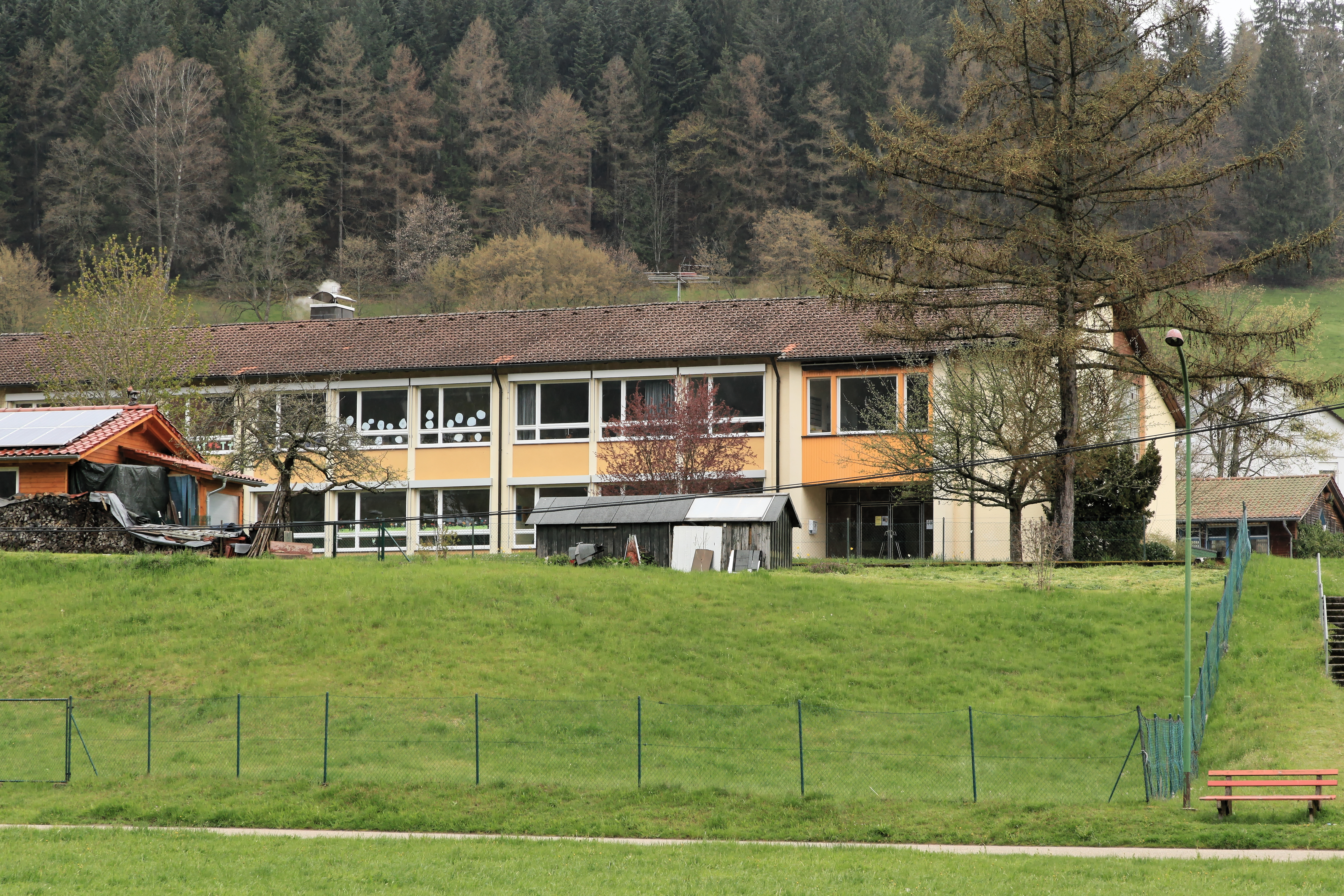
Schulgebäude der Grundschule Klosterreichenbach in Baiersbronn

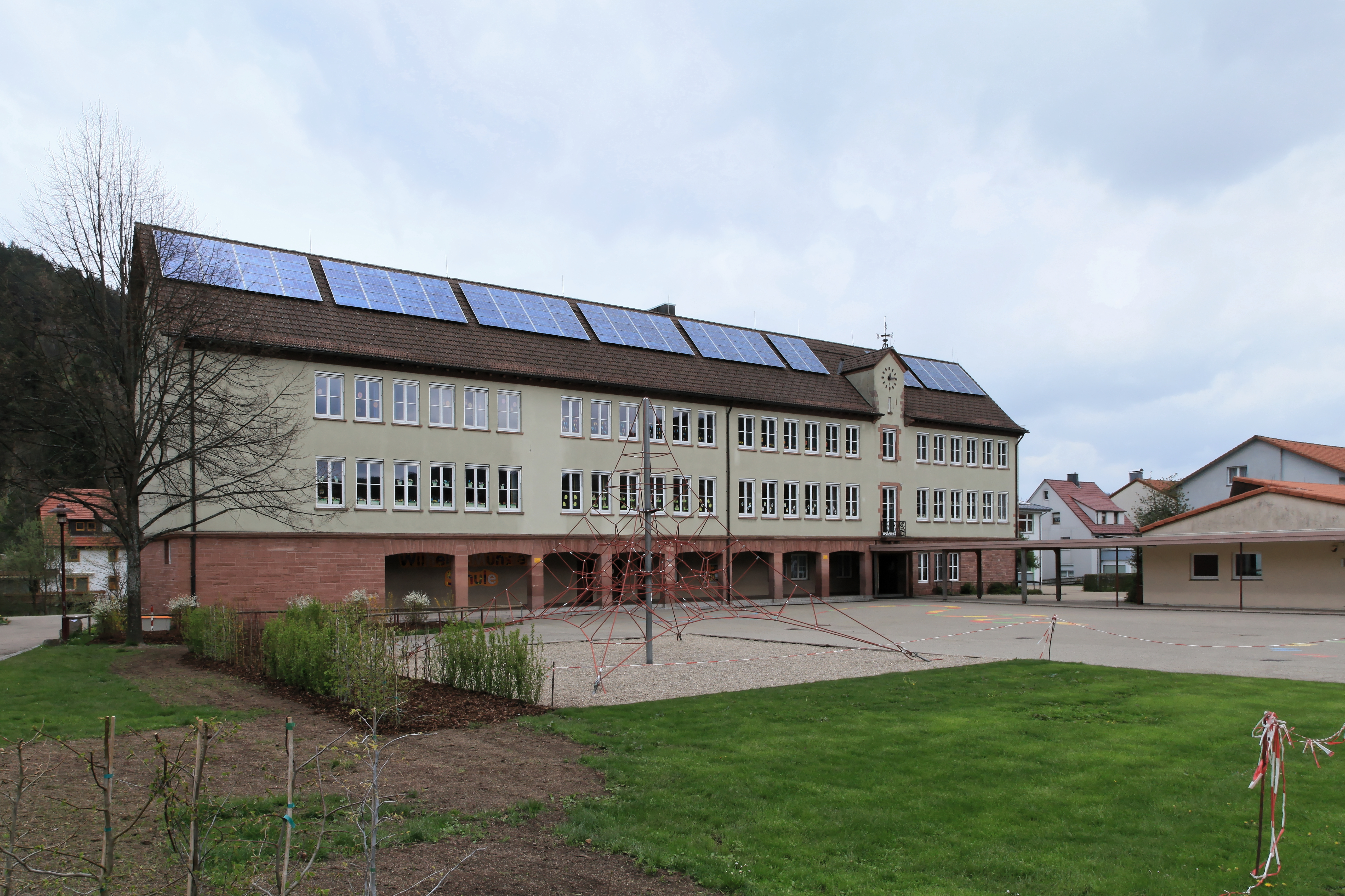
Schulgebäude der Wilhelm-Münster-Schule in Baiersbronn

### Grundschulen
Nachfolgenden werden Grundschulen, sortiert nach Kommunen aufgeführt. Für Grundschulen, die eine gemeinsame Schulleitung mit einer weiteren Schulart haben, siehe Schulverbünde.
Alpirsbach
- Grundschule Alpirsbach mit Außenstelle Peterzell, Schillerstraße 12 (⊙)

Bad Rippoldsau-Schapbach
- Grundschule Bad Rippoldsau-Schapbach, Schulstraße 5 (⊙)

Baiersbronn
- Wilhelm-Münster-Schule, Wilhelm-Münster-Straße 6
- Grundschule Mitteltal, Otto-Gittinger-Weg 6
- Grundschule Obertal, Kraftenbuckelweg 9
- Grundschule Klosterreichenbach, Schulweg 3
- Friedrich-Rupps-Schule, In den Auen 48

Dornstetten
- Grundschule Dornstetten, Hauptstraße 41
  - Außenstelle Aach, Am Silberberg 2
- Grundschule Hallwangen, Klosterweg 8

Empfingen
- Grundschule Empfingen, Weillindestraße 56

Eutingen im Gäu
- Grundschule Eutingen im Gäu, Schulstraße 1-3
  - Außenstelle Weitingen, Buchenweg 6

Freudenstadt
- Theodor-Gerhardt-Schule, Ludwig-Jahn-Straße 50
- Hartranft-Grundschule, Bahnhofstraße 10
  - Außenstelle Kniebis, Baiersbronner Straße
- Forchenkopfschule, Muggengärtlestraße 34

Glatten
- Grundschule Glatten, Schulstraße 1

Horb am Neckar
- Grundschule Altheim, Hindenburgstraße 53
- Grundschule Bildechingen, Marienstraße 37
- Grundschule Dettingen, Hohenbergstraße 6
  - Außenstelle Bittelbronn, Pestalozziweg 16
- Gutermann-Grundschule, Gutermannstraße 13
  - Außenstelle Rexingen, Freudenstädter Straße 24
- Grundschule Mühlen, Im Brühl 7
- Berthold-Auerbach-Grundschule Nordstetten, Schulstraße 20
- Steinachtalschule-Grundschule Talheim, Turnhallenweg 40

Loßburg
- Grundschule Betzweiler-Wälde / 24-Höfe, Am Obelsbach 6
- Grundschule Lombach / Wittendorf, Glattener Straße 21

Schopfloch
- Grundschule Oberiflingen, Talstraße 10

Seewald
- Grundschule Besenfeld, Kniebisstrasse 39

Waldachtal
- Grundschule Waldachtal, Gewann Himmelreich

### Schulverbünde
Alpirsbach
- Werkrealschule und Realschule Oberes Kinzigtal, Sulzberg 52

Pfalzgrafenweiler
- Grund- und Werkrealschule Pfalzgrafenweiler, Burgstraße 31

### Werkrealschule
Im Folgenden werden Werkrealschulen im Landkreis Freudenstadt aufgezählt:
Baiersbronn
- Johannes-Gaiser-Schule, Nogent-le-Rotrou-Straße 8

Dornstetten
- Werkrealschule Dornstetten, Waldstraße 16

Freudenstadt
- Keplerschule-Werkrealschule, Ludwig-Jahn-Straße 54

### Realschulen
Im Landkreis gibt es folgende Realschulen:
Baiersbronn
- Johannes-Gaiser-Schule, Nogent-le-Rotrou-Straße 8

Dornstetten
- Realschule Dornstetten, Waldstraße 14

Freudenstadt
- Falkenrealschule, Bahnhofstraße 31

Horb am Neckar
- Realschule Horb, Lerchenstraße 115

Pfalzgrafenweiler
- Realschule Pfalzgrafenweiler, Burgstraße 31

### Gemeinschaftsschulen
Folgende Gemeinschaftsschulen gibt es im Landkreis:
Horb am Neckar
- Gemeinschaftsschule Horb, Lerchenstraße 115

Loßburg
- Gemeinschaftsschule Loßburg, Obere Schulstraße 1

Schopfloch
- Gemeinschaftsschule Schopfloch, Schulstraße 14
  - Außenstelle Waldachtal, Gewann Himmelreich

### Gymnasien
Folgenden Gymnasien und Progymnasien gibt es im Landkreis Freudenstadt:
Alpirsbach
- Progymnasium Alpirsbach, Sulzberg 52

Baiersbronn
- Richard-von-Weizsäcker-Gymnasium, Oberdorfstraße 68

Dornstetten
- Gymnasium Dornstetten, Riedsteige 9

Freudenstadt
- Keplerschule-Gymnasium, Ludwig-Jahn-Straße 54

Horb am Neckar
- Martin-Gerbert-Gymnasium, Fürstabt-Gerbert-Straße 21

### Sonderpädagogische Bildungs- und Beratungszentren
Folgende Sonderpädagogische Bildungs- und Beratungszentren gibt es:
Förderschwerpunkt Lernen
- Christophorus-Schule, Freudenstadt, Ludwig-Jahn-Straße 32
- Roßbergschule, Horb am Neckar, Roßbergstraße 11

Förderschwerpunkt geistige Entwicklung
- Eichenäcker-Schule, Dornstetten, Zeppelinstraße 13-15
- Pestalozzischule, Horb am Neckar, Nordring 2

Förderschwerpunkt Sprache
- Brüder-Grimm-Schule, Glatten, Schulstraße 1

### Berufliche Schulen
Im Landkreis gibt es folgende beruflichen Schulen:
Freudenstadt
- Eduard-Spranger-Schule (kaufmännische Schule und Wirtschaftsgymnasium), Eugen-Nägele-Straße 40
- Heinrich-Schickhardt-Schule (gewerblich-technische Schule und technisches Gymnasium), Eugen-Nägele-Straße 40
- Luise-Büchner-Schule (hauswirtschaftliche Schule und sozial- und ernährungswissenschaftliches Gymnasium), Eugen-Nägele-Straße 40

Horb am Neckar
- Gewerbliche und Hauswirtschaftliche Schule Horb, Stadionstraße 22

## Schulen in freier Trägerschaft

### Allgemeinbildende Schulen
- Dreifürstensteinschule Sonderpädagogisches Bildungs- und Beratungszentrum mit dem Förderschwerpunkt körperliche und motorische Entwicklung, Dornstetten, Bachhalden 7
- Freie Waldorfschule (Grund- und Realschule, Gymnasium), Freudenstadt, Friedrich-List-Straße 14
- Ludwig-Haap-Schule (Sonderpädagogisches Bildungs- und Beratungszentrum mit dem Förderschwerpunkt soziale und emotionale Entwicklung), Loßburg, Masselstraße 2
- Osterhof Schule (Sonderpädagogisches Bildungs- und Beratungszentrum emotionale und soziale Entwicklung), Baiersbronn, Heselbacher Weg 52

### Berufliche Schulen
- Berufsfachschule Oberlinhaus (Kirchliches Bildungszentrum), Freudenstadt, Wildbader Straße 20
- DRK-Landesschule Baden-Württemberg, Pfalzgrafenweiler, Karl-Berner-Straße 6
- Gesundheits- und Krankenpflegeschule am Krankenhaus Freudenstadt, Freudenstadt, Karl-von-Hahn-Str. 120